# Chartula Iudicati
La Chartula Iudicati è il testamento di Sant'Amato di Nusco, scritto su pergamena di capretto, in caratteri beneventani, custodito in un quadro che, dal 1093, fu gelosamente conservato nell'archivio della cattedrale di Nusco. Il 29 giugno 1741 fu spostato dal vescovo Gaetano de Arco e chiuso in una teca, a forma di braccio, insieme al radio del santo; successivamente tolto dalla teca dal vescovo Francesco Paolo Mastropasqua, il 29 settembre 1842, fu collocato in un quadro espressamente costruito, corredato da trascrizione.

## Trascrizione del Testamento
1. In nomine domini Dei eterni et salvatoris nostri Iesu Christi, anno ab
2. incarnatione eius millesimo nonogesimo tertio, te(m)poribus d(o)m(n)i nostri Ru
3. geri gloriosi ducis, mens(e) sept(embri), secunda indic(tione). Ego Am(a)
4. tus gr(ati)a dei sancte Nuscane sedis episcopus, quondam Landoni fi(lius), dum
5. iacerem in stratum meo in validam infirmitate det(en)
6. tus et ante me asteret Urso vicecomite et alios
7. id "on" eos homines qui me ad visitandum venerant, de
8. claro me quia, gratias Deo, modo adhuc recta men(te)
9. habeo et bene loquere possum et tamen, si divina mi((sericordi)a)
10. michi non obbiaverit, citius de ac vita dimissurus
11. sum, et idcirco cogitavit Omnipotenti mi(sericordi)am ne su
12. bitanea mors michi eveniat et causam mea(m in)
13. iudicatum relinquam, " in " primis quidem pro Christi et salvato
14. toris nostri mi(sericordi)a et pro remedium et salutis anime
15. mee et de ipso genitorem meum vel genitricem iudico
16. atque trado in ecclesia Sancti protomartiris Stephani,
17. quam nos et nostris parentibus atque consortibus construc
18. ta habemus intus suprascriptam civitatem et ego eam de propriis
19. causis meis ditavi, omnes res stavilem el mobilem quod
20. pro pars suprascripte ecclesie paravi ubicu(m)que exinde inventum
21. fuerit, intus vel a foris suprascripta civitate, hoc sunt co
22. dices et pani sericis et lineis et casaline et case
23. et ortis et vineis et terris et inserteta castanie
24. ta et alio apparatum, omnia in suprascripta ecclesia iudi
25. cavi atque tradidi ad faciendum de eo pro pras suprascripte
26. ecclesie omnia quod ipsi rectores atque consortes eiusdem
27. ecclesie voluerint ea parandum vel gubernandum.
28. Et de omnia qualiter superius declaratum est in suprascripta ecclesia
29. firmandum ego Amatus, gratia Dei episcopus primus suprascripte civi
30. tatis, guadi(am) vobis Iohanni presbiteri et Godini fi(lio) quondam Amati
31. cle(rici) et Romaldi quondam Alfieri fi(lio) et Amati quondam Mul
32. tubene dedit et fideiiussorem vobis exinde posuit Rac
33. ci quondam Racci fi(lium). Et hoc etiam addimus modisque omni
34. bus confirmamus, ut si qua personam magna vel parv(a)
35. contra hec que superius scripta sunt agere te(m)ptaverin(t)
36. aut earum disru(m)pere voluerint fiat maledictus
37. a Deo Patre qui fecit celun et terra et unico Filio eius domino
38. nostro Iesu Christo Sanctoque Spiritu et cum Iuda traditore domini
39. nostri Iesu Christi partecipetur ac in perpetuum condenetu(r).
40. Et taliter tibi Amati diac(ono) et nova(rio) scribere precepi.

## Testamento tradotto in italiano
La traduzione del testamento in italiano è la seguente: